# Roullours
Roullours är en kommun i departementet Calvados i regionen Normandie i norra Frankrike. Kommunen ligger i kantonen Vire som ligger i arrondissementet Vire. År 2018 hade Roullours 762 invånare.

## Befolkningsutveckling
Antalet invånare i kommunen Roullours
Referens:INSEE